# Гатаулліна Ліра Даянівна
Ліра Даянівна Гатаулліна (башк. Лира Даян ҡыҙы Ғатауллина; нар. 25 травня 1926 — пом. 26 січня 2003) — радянський педіатр, доктор медичних наук (1967), професор (1968), заслужений діяч науки Башкирської АРСР (1972).

## Біографія
Гатаулліна Ліра Даянівна народилася 25 травня 1926 року в селі Старо-Тавларово Белебеївського кантону Башкирської АРСР.
У 1949 році закінчила Башкирський державний медичний інститут.
У 1958 році захистила кандидатську дисертацію на тему «Визначення активності ревматичного процесу поза фазою нападу у дітей», а в 1965 році — докторську дисертацію «Поширення, клініка і диференційована оцінка активності ревматичного процесу у дітей м. Уфи Башкирської АРСР».
У 1968—1981 рр. працювала завідувачем кафедри госпітальної педіатрії, дитячих хвороб, а в 1981—1986 рр. — професором кафедри дитячих хвороб Башкирського державного медичного інституту. Кафедра дитячих хвороб під керівництвом професорки Ліри Гатаулліної організувала міський кардіоревматологічний центр на базі лікарні № 6 м. Уфи.
У 1971—1986 рр. була головою товариства педіатрів Башкирської АРСР.
За ініціативою професорки Л. Д. Гатаулліної були відкриті два спеціалізованих кардіоревматологічних відділення в місті Уфі.
Обиралася депутатом Верховної Ради Російської РФСР VII скликання від Башкирської АРСР по Кіровському виборчому округу міста Уфи. Завдяки її сприянню, в 1972 році в м. Уфі була відкрита Республіканська дитяча клінічна лікарня.
Була членом редколегії журналу «Питання охорони материнства і дитинства», а в 1972 році під її редакцією вийшов перший педіатричний збірник наукових праць «Актуальні питання педіатрії», в якому узагальнено досвід науковців, практичних лікарів кращих дитячих установ республіки.
З 30 березня 1970 року по 26 лютого 1987 року була членом Президії правління Башкирської республіканської організації Товариства «Знання».

## Наукова діяльність
Основні наукові роботи присвячені проблемі діагностики, лікування і профілактики ревматизму, вивчення стану здоров'я дітей в різних соціальних умовах. Професоркою встановлено розповсюдженість та клінічні особливості ревматизму серед школярів Башкирської АРСР, а також розроблено методи лікування цієї патології з урахуванням активності хвороботворного процесу та впровадження низки показників, що характеризують ефективність грязьо — та бальнеотерапії. Проведені дослідження сприяли зниженню удвічі дитячого ревматизму в Башкирської республіки.
Є автором понад 70 опублікованих наукових робіт.

## Публікації
- Определение активности ревматического процесса у детей во внеприступной фазе: автореф. дис. канд. мед. наук / Л. Д. Гатауллина; АМН СССР, Ин-т педиатрии. — М., 1958.
- Клиника и лечение ревматизма у детей. Уфа, 1961.
- Распространение, клиника и дифференцированная оценка активности ревматического процесса у детей г. Уфы Башкирской АССР: автореф. дис. д-ра мед. наук / Л. Д. Гатауллина; АМН СССР, Ин-т педиатрии. — М., 1965.
- Молодым родителям: Воспитание и уход за ребенком первого года жизни. — Уфа: Башк. кн. изд-во, 1985.